# Dulce de leche

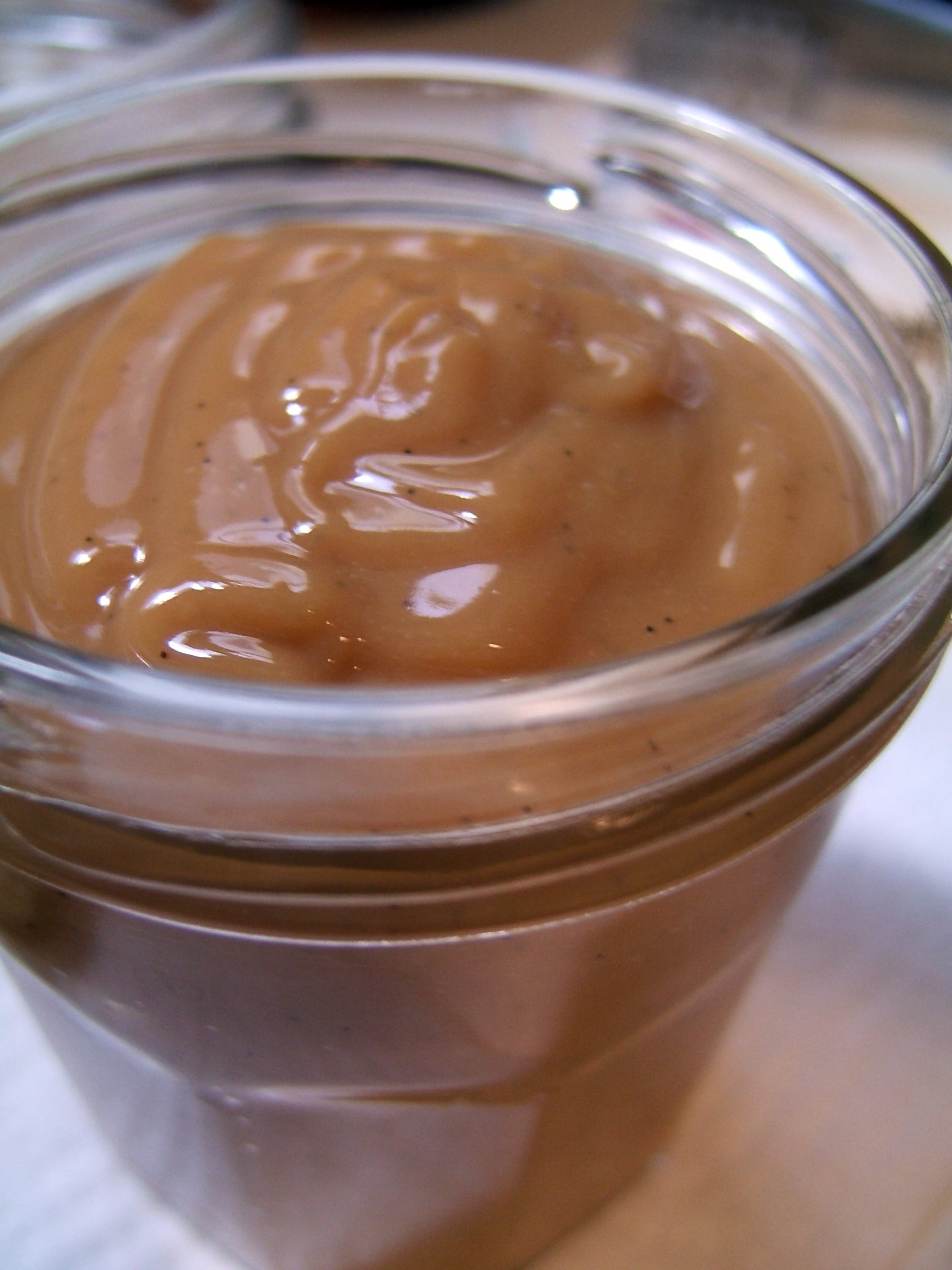
Dulce de leche

Dulce de leche (span. „Süßes aus Milch“), Arequipe, Manjar (blanco) oder Doce de leite (auf Portugiesisch) ist eine Karamellcreme aus Milch, Zucker und Vanille und ein in Lateinamerika verbreiteter Brotaufstrich.
Verwendung findet Dulce de leche als Brotaufstrich sowie als Zutat für die Herstellung von Süßspeisen wie Pudding, Flan oder Eis. Auch als Füllung von Torten wird es oft benutzt, z. B. bei der Torta de mil hojas (Tausend-Blatt-Torte) aus Blätterteig. Die in Lateinamerika verbreiteten Alfajores sind oft mit Dulce de leche gefüllt.

## Ursprung
Der argentinische Journalist Víctor Ego Ducrot schreibt in seinem Buch Los sabores de la patria (1998), dass dieser Milchaufstrich seit dem 18. Jahrhundert in Chile unter dem Namen Manjar produziert wurde. Damals wurde er aus Kuhmilch mit Zucker, Vanille und Zimt hergestellt. Von dort verbreitete sich diese Süßspeise in die Nachbarländer. Auch der argentinische Freiheitskämpfer San Martín (1778–1850) soll diese Karamellcreme verzehrt haben.
Eine andere Geschichte wird ebenfalls in Argentinien erzählt, der zufolge Dulce de leche durch Zufall entstand, als eine Angestellte von Juan Manuel de Rosas (1793–1877) einen Topf mit Milch und Zucker auf der Feuerstelle vergaß. Sie fand eine braune Creme vor, die ihr Dienstherr und sein Gegner Juan Lavalle dann bei einem Zusammentreffen zu Friedensgesprächen verzehrt haben sollen.
2003 versuchte Argentinien, Dulce de leche als Weltkulturerbe bei der UNESCO anzumelden. Da Uruguay dagegen protestierte, wurde es bisher nicht anerkannt.

## Herstellung

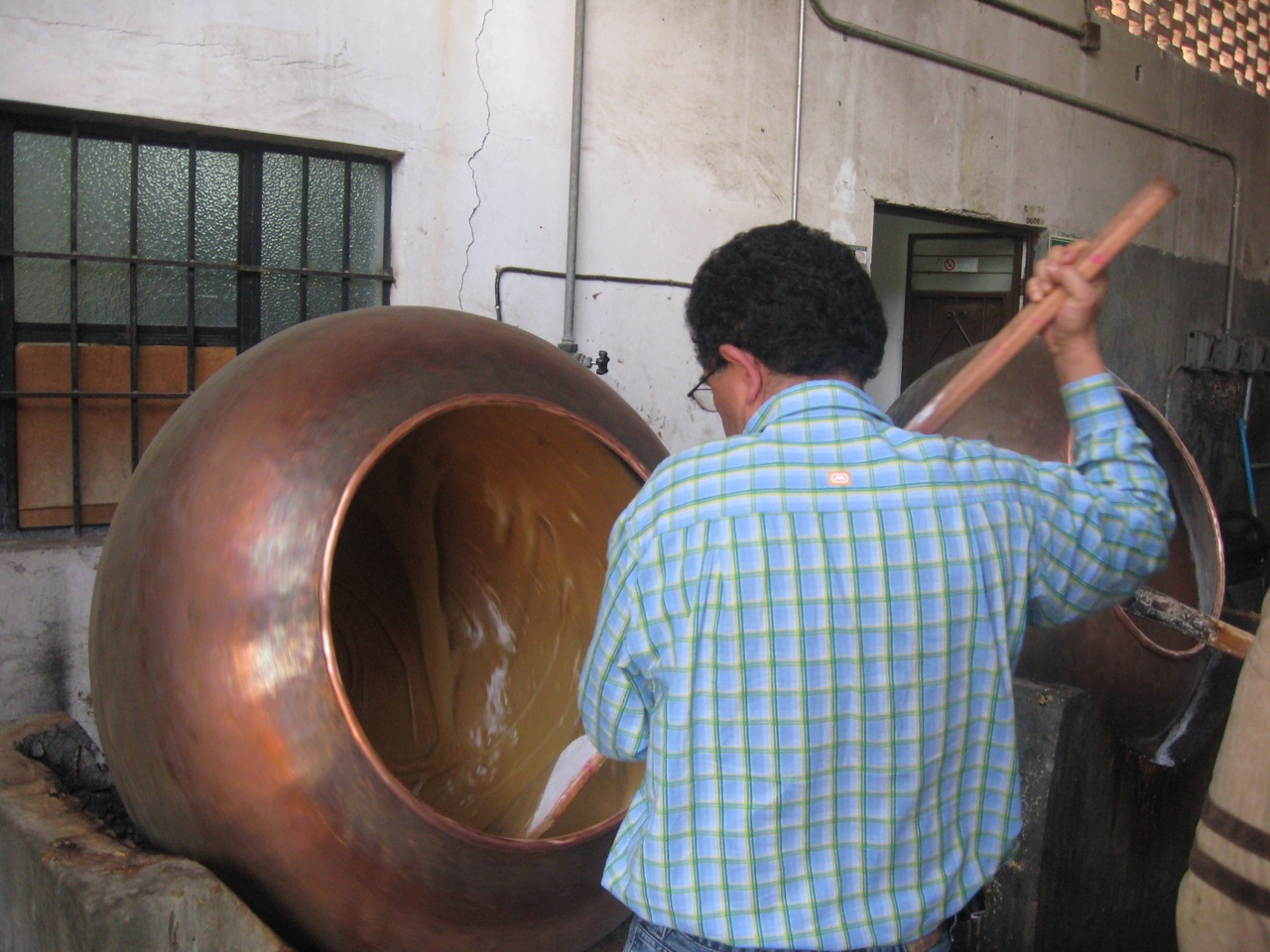
Herstellung in Mexiko

Dulce de leche wird aus Milch, Zucker und Vanille unter langsamem, stundenlangem Kochen hergestellt. Es kann auch Sahne hinzugefügt werden. In Kolumbien wird auch Natron hinzugefügt. In Mexiko wird er aus einem Teil Kuhmilch und einem Teil Ziegenmilch hergestellt.
Die Milch wird bei niedriger Hitzezufuhr unter ständigem Rühren in einem Kupfertopf gekocht, bis die gewünschte Konsistenz und Farbe erreicht sind. Das Produkt entsteht aufgrund der Maillard-Reaktion.

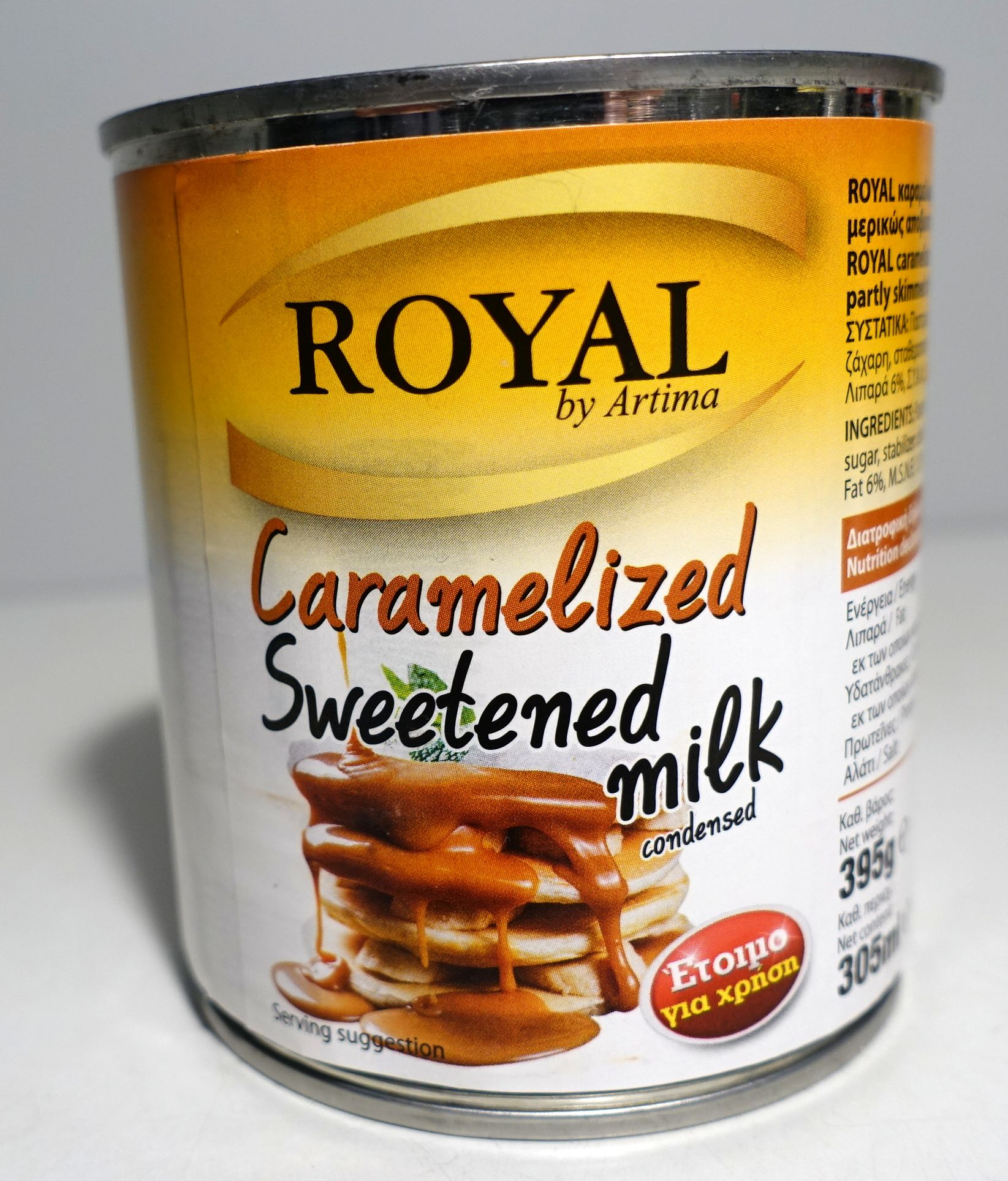
Dulce de Leche aus Griechenland

## Variationen
- Dulce de leche clásico / casero: klassische Form, weiche Konsistenz, glänzende Oberfläche. Es wird als Brotaufstrich oder für die Herstellung von Eis, Pudding oder Flan benutzt.
- Dulce de leche de repostería: es hat eine feste Konsistenz und eine matte Oberfläche. Es wird vor allem in Konditoreien benutzt, als Füllung für Torten und Gebäck.